# Слєпцово (Калузька область)
Слєпцово (рос. Слепцово) — присілок в Козельському районі Калузької області Російської Федерації.
Населення становить 41 особу. Входить до складу муніципального утворення Село Покровськ.

## Історія
Від 2004 року входить до складу муніципального утворення Село Покровськ.

## Населення
| 2002 | 2010 |
| ---- | ---- |
| 34   | ↗41  |